# Battleground 2014
Battleground 2014 was een pay-per-viewevenement in het professioneel worstelen dat geproduceerd werd door de WWE. Dit evenement was de tweede editie van Battleground en vond plaats in het Tampa Bay Times Forum in Tampa, Florida op 20 juli 2014.
Tripple H kondigde op RAW van 30 juni 2014 aan dat als "main event" van dit evenement er een fatal four-way match zal worden gehouden voor het WWE World Heavyweight Championship. Aan deze match namen deel, de huidige WWE World Heavyweight Champion John Cena alsook Randy Orton, Kane en Roman Reigns. John Cena won uiteindelijk de match en behield daarmee de titel.

## Wedstrijden
| Nr. | Match | Winnaar(s)    |
| --- | --- | ------------- |
| PS | Adam Rose (met Layla & Summer Rae) vs. Fandango in een één-op-één match                                                      | Adam Rose     |
| PS | Cameron vs. Naomi in een één-op-één match                                                                                    | Cameron       |
| 1 | The Usos (c) vs. The Wyatt Family in een two out of three falls tag team match voor het WWE Tag Team Championship            | The Usos (c)  |
| 2 | AJ Lee (c) vs. Paige in een één-op-één match voor het WWE Divas Championship                                                 | AJ Lee (c)    |
| 3 | Jack Swagger (met Zeb Colter) vs. Rusev (met Lana) in een één-op-één match                                                   | Rusev         |
| 4 | Dean Ambrose vs. Seth Rollins in een één-op-één match                                                                        | Seth Rollins  |
| 5 | Chris Jericho vs. Bray Wyatt in een één-op-één match                                                                         | Chris Jericho |
| 6 | Battle Royal voor het vacante WWE Intercontinental Championship                                                              | The Miz (nc)  |
| 7 | John Cena (c) vs. Randy Orton, Kane en Roman Reigns in een fatal four -way match voor het WWE World Heavyweight Championship | John Cena (c) |
| (c) – Geeft aan dat de deelnemer(s) kampioen(en) is voor de match PS – Geeft aan dat de match plaatsvond in de pre-show | |               |